# Axel Horstmann (Altphilologe)
Ernst Axel August Horstmann (* 26. August 1945 in Halle (Westf.); † 10. Oktober 2024) war ein deutscher Altphilologe, Philosoph und Wissenschaftsmanager.

## Werdegang
Horstmann studierte Klassische Philologie, Philosophie und Evangelische Theologie, bevor er 1971 an der Westfälischen Wilhelms-Universität Münster bei Martin Sicherl in Klassischer Philologie promovierte. 1986 habilitierte er an der Universität Hamburg in Philosophie und war dort seit 2001 Professor für Philosophie.
Er war bis zum Eintritt in den Ruhestand 2010 Mitglied der Geschäftsleitung der Volkswagenstiftung, Hannover, mit Zuständigkeit für die Geistes- und Gesellschaftswissenschaften sowie das Niedersächsische Vorab. Von 2002 bis 2007 war er Mitglied des Hochschulrats der Universität Bayreuth und von 2010 bis 2014 in der Nachfolge von Jürgen Fitschen Vorsitzender des Kuratoriums der Hanns-Lilje-Stiftung in Hannover. Von 2018 bis 2020 leitete er das Universitätskolleg der Universität Hamburg als dessen Wissenschaftlicher Direktor. Er war Vizepräsident der Stiftung Europa-Kolleg Hamburg, außerdem Mitglied des Beirats für Qualitätssicherung und -entwicklung der Universität Mainz. Im Rahmen seiner Firma PRO WISS war er freiberuflich als Berater in Fragen der Wissenschaftsförderung, des Wissenschaftsmanagements und der Hochschulentwicklung tätig.
Wissenschaftliche Arbeitsgebiete waren unter anderem der hellenistische Dichter Theokritos, die Geschichte und Theorie der Geisteswissenschaften, insbesondere der Klassischen Philologie, Theorie und Geschichte des Mythosbegriffs, Philosophische Hermeneutik sowie Politische Philosophie.

## Schriften (Auswahl)
- Ironie und Humor bei Theokrit (= Beiträge zur Klassischen Philologie, Band 67). A. Hain, Meisenheim am Glan 1976 (zugleich Dissertation Münster 1971).
- (Hrsg. mit Hellmut Flashar, Karlfried Gründer): Philologie und Hermeneutik im 19. Jh. Zur Geschichte und Methodologie der Geisteswissenschaften. Vandenhoeck und Ruprecht, Göttingen 1979, (Digitalisat).
- Antike Theoria und moderne Wissenschaft. August Boecks Konzeption der Philologie. Peter Lang. Frankfurt am Main u. a. 1992 (überarbeitete Fassung der Habilitationsschrift, Universität Hamburg 1986)
- Ernst Vogt, Das Werk August Böckhs als Herausforderung für unsere Zeit. Axel Horstmann, Wozu Geisteswissenschaften? Die Antwort August Boeckhs. Zwei Vorträge mit einem Vorwort von Ursula Schaefer. 24. November 1997. Humboldt-Universität zu Berlin 1998, (PDF).
- Der Mythosbegriff vom frühen Christentum bis zur Gegenwart. In: Archiv für Begriffsgeschichte 23 (1979) 7–54, 197–245.
- Das Fremde und das Eigene. "Assimilation" als hermeneutischer Begriff.  In: Archiv für Begriffsgeschichte 30 (1986/87) 7–43.
- Positionen des Verstehens – Hermeneutik zwischen Wissenschaft und Lebenspraxis. In: Handbuch der Kulturwissenschaften, Bd. 2 (2004) 341–363.
- Qualitätsmessung in den Geisteswissenschaften – Erfahrungen aus der Wissenschaftsförderung. In: Zeitschrift für Erziehungswissenschaft, Sonderheft 23 (2014) 133–144.